# 60 років Черкаській області (монета)
«60 ро́ків Черка́ській о́бласті» — ювілейна монета номіналом 5 гривень, випущена Національним банком України, присвячена мальовничому козацькому краю — Черкаській області, що розкинулася на берегах Дніпра, батьківщині Богдана Хмельницького і Тараса Шевченка. Цю область, яка має потужний економічний потенціал і відома своїми чорноземами, різнобарвними рушниками, називають «серцем України».
Монету введено в обіг 3 січня 2014 року. Вона належить до серії «Області України».

## Опис монети та характеристики
| Номінал грн. | Метал                                | Маса, грам | Діаметр, мм. | Якість виготовлення       | Гурт                 | Тираж, штук |
| ------------ | ------------------------------------ | ---------- | ------------ | ------------------------- | -------------------- | ----------- |
| 5            | біметалева із недорогоцінних металів | 9,4        | 28,0         | спеціальний анциркулейтед | секторальне рифлення | 20 000      |

### Аверс
На аверсі монети зображено: угорі малий Державний Герб України, по колу написи: «НАЦІОНАЛЬНИЙ БАНК УКРАЇНИ» (угорі), «П'ЯТЬ ГРИВЕНЬ» (унизу), праворуч — логотип Монетного двору Національного банку України; у центрі — зображення церкви в селі Суботові, альтанки з парку «Софіївка», кобзи, колосся пшениці; угорі — рік карбування монети «2014».

### Реверс
На реверсі монети зображено герб області, по колу розміщено написи: «ЧЕРКАСЬКА ОБЛАСТЬ» (угорі), «ЗАСНОВАНА» У 1954 РОЦІ (унизу).

## Автори

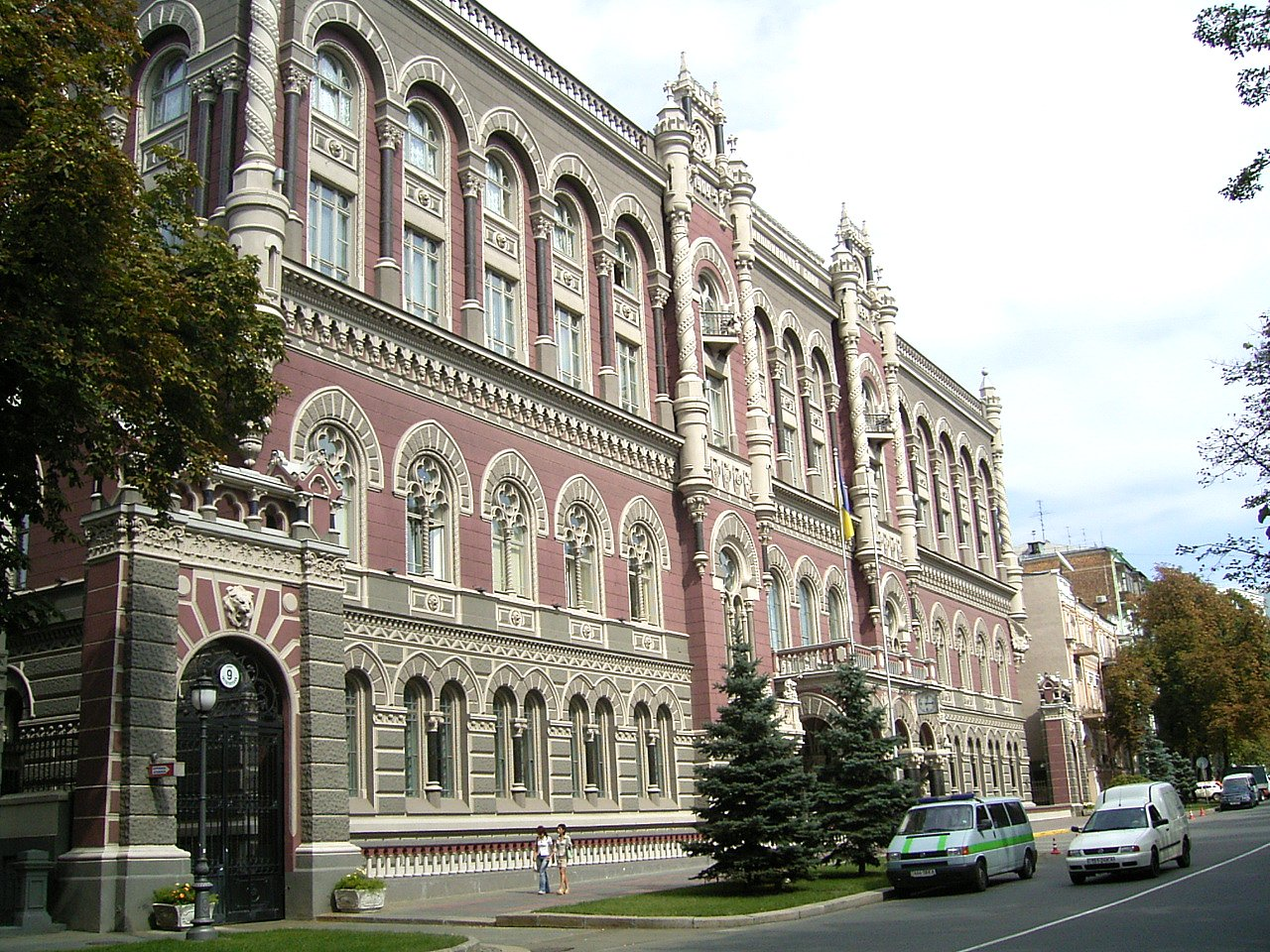
Будівля Національного банку України

- Художники: Іваненко Святослав, Дем'яненко Анатолій.
- Скульптори: Іваненко Святослав, Дем'яненко Анатолій.

## Вартість монети
Під час введення монети в обіг в 2014 році, Національний банк України реалізовував монету через свої філії за ціною 25 гривень.
Фактична приблизна вартість монети, з роками змінювалася так:
| Рік        | 2014 | 2015 | 2016 | 2017 | 2018 | 2019 | 2020 | 2021 | 2022 | 2023 | 2024  | 2025  |
| ---------- | ---- | ---- | ---- | ---- | ---- | ---- | ---- | ---- | ---- | ---- | ----- | ----- |
| Ціна, грн. | 55   | 90   | 210  | 420  | 440  | 520  | 490  | 470  | 500  | 960  | 2 050 | 2 800 |